# Bencúrova ulica (Košice)
De Bencúrova ulica is een doodlopende straat in Košice. Ze is gelegen in het district Košice I, in het stadsdeel Staré Mesto.

## Geschiedenis
De Bencúrova ulica ontstond tijdens de tweede helft van de 19e eeuw, tijdens de aanleg van spoorweginstellingen en de bouw van het station Košice. De weg had in die tijd geen naam. Slechts in 1912 werd besloten om de straat te noemen naar de persoon die ten tijde van de opbouw van de spoorweg verantwoordelijk was voor het ministerie van Verkeer,  de Hongaarse secretaris en minister Gábor Baross (°1848 - † 1892).

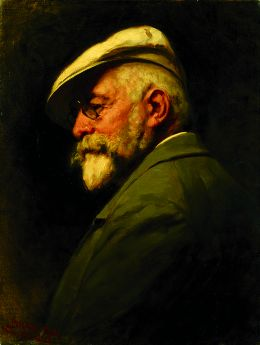
Július Bencúr.
Zelfportret.

Nadat Opper-Hongarije van Hongarije was afgescheurd en Tsjecho-Slowakije was opgericht (1918) werd de Hongaarse straatnaam om politieke redenen onaanvaardbaar. Bijgevolg besloten de gemeenteraadsleden van Košice de straat te hernoemen naar de toenmalige Amerikaanse president, Woodrow Wilson. Zodoende werd de nieuwe naam: Wilsonova okružná.
Tijdens de Hongaarse bezetting van 1938 tot 1945 werd opnieuw de Hongaarse naam uit 1912 gebruikt, doch na het einde van de Tweede Wereldoorlog (1945), kwam men weer voor de dag met de benaming : "Wilsonova okružná". Dit duurde tot 1 juli 1949, datum waarop de straat werd vernoemd naar de Duitse filosoof Friedrich Engels.
In 1973 werd de straat aanzienlijk ingekort als gevolg van de uitbreiding van de spoorweginstellingen en de ontwikkeling van een nieuw stationsgebouw.
Sedert 1990 wordt ze Bencúrova ulica genoemd, naar Július Bencúr (°1844 - † 1920) : een realistische kunstschilder die vele jaren in Košice had gewoond.

## Aangrenzende straten
De straat grenst aan de spoorweg en loop hiermee parallel. Ze is georiënteerd van noord naar zuid. In het noorden grenst ze aan de Stromová en de Masarykova. Ze heeft aan de westelijke kant de zijstraten Kmeťova en Löfflerova.

## Externe koppeling
- Landkaart - Mapa